# Abrasch

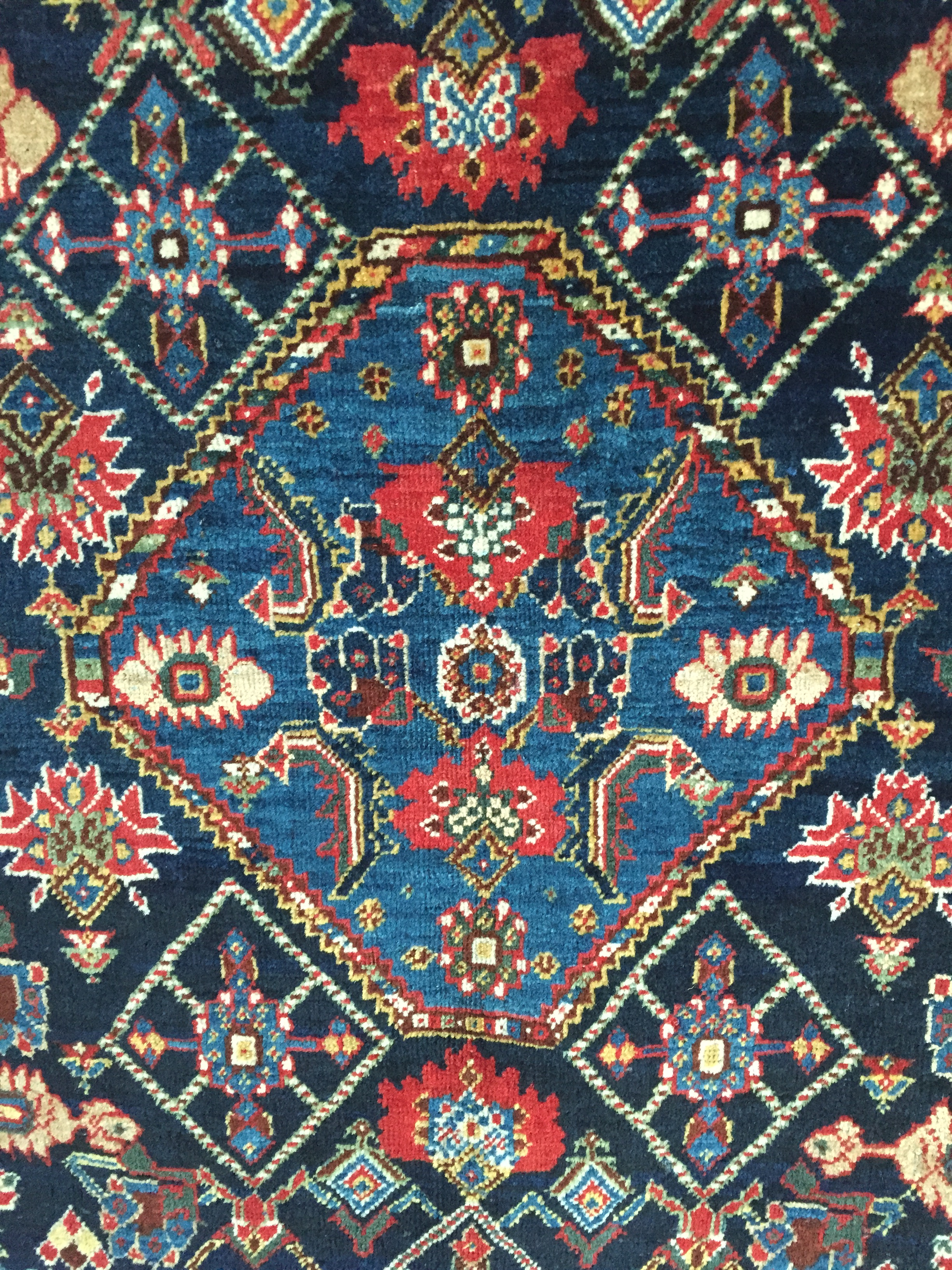
Detail (Zentralmedaillon) eines südpersischen Teppichs mit unregelmäßigem blauem Farbverlauf (Abrasch)

Abrasch (von persisch ragha ‚Färbung‘) bezeichnet in der Teppichknüpferei Farbabstufungen innerhalb einer Farbe eines Teppichs.
Wenn die Wolle zu Ende geht, und der nächste Knoten von einem neuen Knäuel oder einer neuen Rolle geknüpft werden muss, dann kann dessen Farbton leicht abweichen. Dieses Problem stellte sich vor allem in früheren Zeiten, als ausschließlich mit Naturstoffen gefärbte Wolle verwendet wurde, deren Farbintensität auch von der Art und Dauer der Lagerung abhängig war.
Allerdings ist ein schöner Abrasch oftmals auch ein Qualitätsmerkmal bei der nomadischen Textilherstellung. Er ist Zeugnis für Originalität und offeriert zugleich ein willkommenes, dekoratives Schattenspiel der Farben.
Bei mechanisch hergestellten Teppichen kann der Abrasch zur Täuschung des Abnehmers ebenfalls künstlich eingearbeitet sein, um diesen ein „echtes“ Aussehen zu verleihen.